# Heinrich Hoffmann (fotógrafo)
Heinrich Hoffmann (Fürth, 12 de septiembre de 1885-Múnich, 16 de diciembre de 1957) fue un fotógrafo profesional alemán. Se unió al NSDAP en 1920 y fue escogido por el líder del partido Adolf Hitler como su fotógrafo personal fungiendo desde 1923 hasta 1944. Sus fotos (alrededor de 500.000 tomas)  y retratos fueron usados con fines oficiales, propagandísticos y como testimonio del futuro legado del régimen nazi para la posteridad nacionalsocialista.

## Biografía
Heinrich Hoffmann se inició en la fotografía en 1908 gracias a su padre, quien había sido fotógrafo oficial de la nobleza alemana representada en el Gran Duque de Hesse en Darmstadt.  Antes de la Gran Guerra, Hoffmann se trasladó a Inglaterra donde trabajó en el Estudio de Emil Otto Hoppe. Al iniciarse la contienda, Heinrich Hoffmann se trasladó a Alemania y fue fotógrafo militar del ejército bávaro durante la Primera Guerra Mundial en el frente occidental contra los franceses.
Terminada la guerra retomó su profesión y se afilió al NSDAP en abril de 1920, cuando aún se llamaba DAP. 
En 1911, el fotógrafo contrajo matrimonio con Therese Baumann y tuvieron dos hijos: Henriette (1913) y Heinrich (Heini) (1915).
Hoffmann inició su relación con Hitler alrededor de 1923, en la época de la salida de la prisión de Landsberg y lo acompañaba en casi todas las presentaciones que el líder hacía. Ya en 1926 se estableció una estrecha relación entre ambos, probablemente debido a las inclinaciones artísticas de ambos personajes que se relacionaba con el arte fotográfico y su clara utilidad propagandística.
En 1928, Therese Baumann su esposa,  fallece prematuramente, esta instancia ayuda a estrechar los lazos fraternos aún más entre Hoffmann y Hitler.
Hoffmann en principio tenía un pequeño estudio artesanal en Schellingstrasse n°50 que se llamaba NSDAP-Photohaus Hoffmann que en 1929 se expandió a un moderno estudio en las esquinas de las calles Amalienstrasse y Theresienstrasse en Múnich, donde se realizaban retratos de estudio en sesiones y venta de rollos y máquinas fotográficas llamado Photohaus Hoffmann.  Ese año de 1929, Hoffmann contrató como asistentes a las adolescentes Eva Braun y Gretl Braun.
En una nota personal, Hoffmann y su flamante segunda esposa,  Erna Gröbke, se presentaron en octubre de 1929 a Hitler con Eva Braun, quien era su asistente y vendedora en el estudio fotográfico, la relación no comenzó inmmediatamente, sino recién en 1931. 
Hoffmann y su esposa Erna además proporcionaron a Hitler la apertura de su hogar brindándole amistad, confianza, lealtad y calor de hogar junto a sus hijos e hija llamada Henriette;  y se convirtió en compañero constante y cercano amigo de Hitler. 
En su estudio, Hoffmann retrató a Hitler en unas 2.000 fotografías, muchas de ellas muestran el lado íntimo del líder alemán.
El negocio fotográfico de Hoffmann prosperó de tal modo que abrió casas en Berlín, París, Viena y Frankfurt.
Sus fotografías fueron publicadas como estampas postales, cartas postales, pósteres y libros de fotos. Fue sugerencia de Hoffmann que se recibieran regalías por cada foto de Hitler, incluso en estampas, lo cual hizo de él y de Hitler hombres muy ricos, aunque este último ya era un hombre rico gracias a las regalías que recibía por Mein Kampf.  Hoffman fue asiduo visitante del Berghof y su cámara captó escenas particulares de la vida social y privada de Eva Braun y Hitler.
Hoffmann nunca ocupó algún cargo político en el partido ni en el gobierno; sin embargo, tenía acceso sin limitaciones al círculo de hierro de Hitler gozando de una cercana relación personal con el líder hasta 1944.  Fue retratista fotográfico de casi la mayoría de los jerarcas nazis del régimen.
Hoffmann aprovechó de medrar de las ganancias de las fotografías y estampas del estadista bajo los auspicios de la maquinaria propagandística del ministro Joseph Goebbels.
En 1937, Hitler nombró a Hoffmann como director de la Gran Exposición Alemana de Arte.
En 1939, Hitler nombró a Hoffmann como agregado especial de Joachim von Ribbentrop en Moscú muy a pesar de este,  para testimoniar la firma del Pacto Molotov-Ribbentrop de 1939.

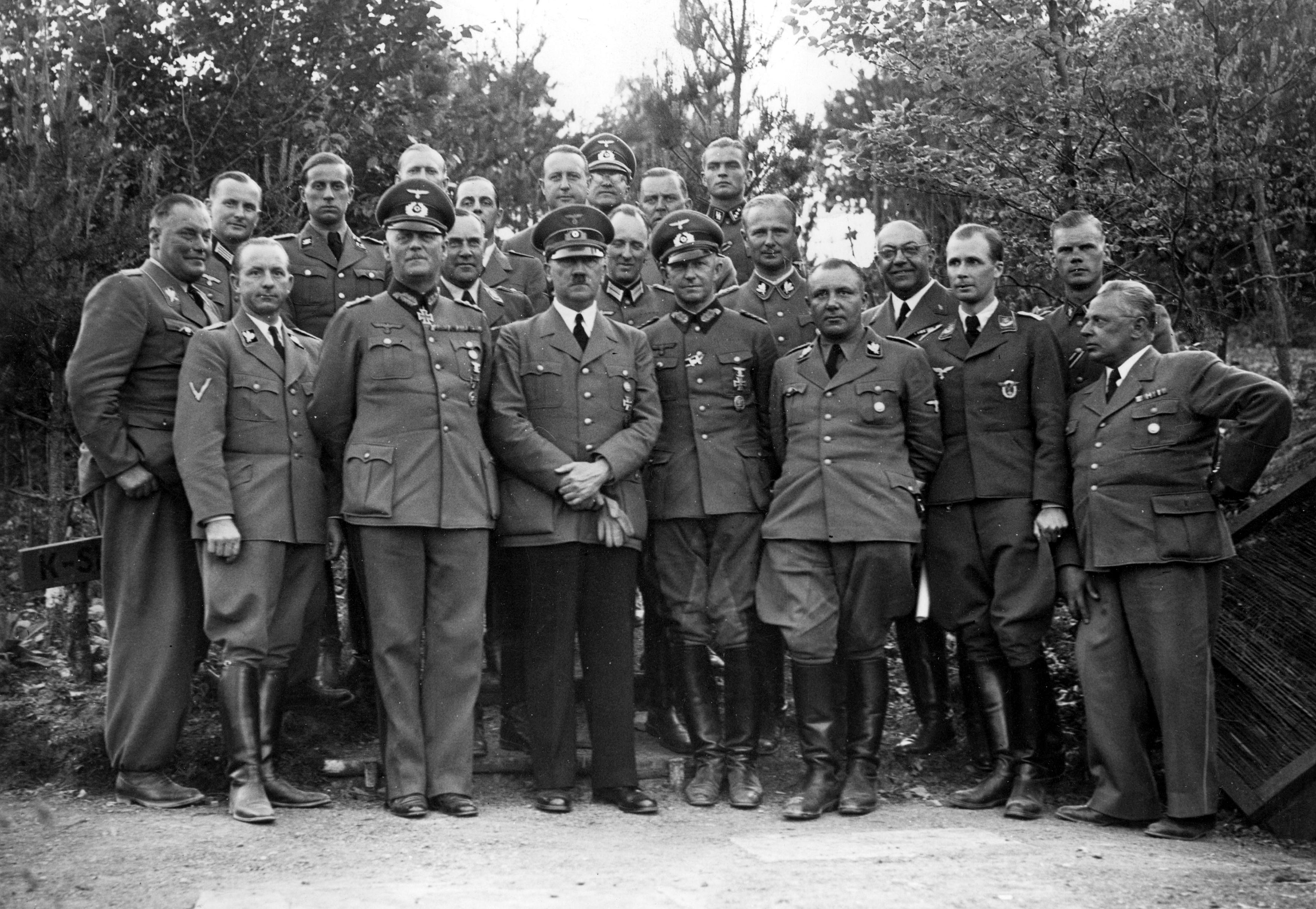
Heinrich Hoffmann junto a la plana mayor de Hitler (en primer plano al extremo derecho)

Durante los años del Tercer Reich Hoffmann escribió muchos libros acerca de Hitler, como "El Hitler que nadie conoce" (1933) y "Jugend um Hitler" (1934). En 1938, Hoffmann escribió tres libros, "Hitler en Italia", "Hitler befreit Sudentenland" y "Hitler in seiner Heimat". El último libro que Hoffmann escribió antes del estallido de la Segunda Guerra Mundial se llamó "Das Antlitz des Führers".
Además, Baldur von Schirach, el Reichsjugendführer (Líder Nacional de la Juventud), quien añadió introducciones a muchos de los libros de fotos de Hoffmann, se casó con Henriette Hoffmann, la hija de éste, tomando el nombre de Henriette von Schirach. El matrimonio von Schirach que perteneciera al círculo íntimo de Hitler en el Berghof en Obersalzberg, fue despedido de la presencia del líder cuando Henriette le encaró abiertamente a Hitler en defensa de los judíos en Ámsterdam, Holanda, en 1943. 
Gracias al trabajo de Hoffman, Adolf Hitler fue una de las personalidades del siglo XX más fotografiadas, con un número aproximado a las 2.000 fotografías sin contar al resto de las personalidades del régimen.  La mayoría de estas fotografías se conservan hasta hoy en archivos digitalizados.
Al finalizar la guerra, Hoffmann se declaró apolítico, fue enjuiciado y sentenciado inicialmente a 10 años; pero se le redujo a cuatro años de prisión por cargos como propagandista gráfico del Reich y de enriquecerse a expensas de los nazis a quienes sirvió. Luego de ser liberado en 1950, se estableció de nuevo en Múnich, mantuvo relaciones amistosas con Gretl Braun nombrándola asistente y murió en 1957,  siete años después a la edad de 72 años.

## Libros publicados por Hoffmann
Entre los libros gráficos publicados por Heinrich Hoffmann podemos encontrar los siguientes:
- El Ejército Pardo (Das Braune Heer) - Historia gráfica de las SA
- El Hitler que nadie conoce (Hitler Wie ihn keiner kennt)
- La Juventud alrededor de Hitler (Jugend um Hitler)
- Un pueblo honra a su Führer (ein Volk ehrt seinen Führer)
- Hitler en Italia (Hitler in Italien)
- Hitler en sus montañas (Hitler in seinen Bergen)
- Hitler fuera del deber (Hitler arbeits von Alltag)
- Hitler en Bohemia Moravia y Memel (Hitler in Böhmen-Mähren-Memel)
- Hitler libera los Sudetes (Hitler befreit Sudetenland)
- Hitler en su patria (Hitler in seiner Heimat)
- Con Hitler en Polonia (Mit Hitler in Poland)
- Con Hitler en el Oeste (Mit Hitler im Westen)
- Dr. Robert Ley y su camino junto al Pueblo alemán rumbo al Führer (Dr. Robert Ley und sein Weg mit dem Deutsche Arbeiter zum Führer)
- Hitler construye la Gran Alemania (Hitler baut Grossdeutschland)